# Luffariella herdmani
Luffariella herdmani är en svampdjursart som först beskrevs av Arthur Dendy 1905.  Luffariella herdmani ingår i släktet Luffariella och familjen Thorectidae. Inga underarter finns listade i Catalogue of Life.